# Malcolm McCredie
Malcolm Robert McCredie (* 3. Oktober 1942) ist ein ehemaliger australischer Radrennfahrer.

## Sportliche Laufbahn
McCredie war im Straßenradsport und im Bahnradsport aktiv. Er war Teilnehmer der Olympischen Sommerspiele 1964 in Tokio. Er belegte im Straßenrennen den 68. Rang. Bei den Commonwealth Games 1966 in Kingston wurde McCredie Vierter im Straßenrennen. In der Einerverfolgung auf der Bahn wurde er als 13. klassiert. Im Goulburn to Sydney Classic 1964 fuhr er die schnellste Zeit bei den Amateuren.